# رودولف اشتگمان
رودولف ماکس اشتگمان (به آلمانی: Rudolf Max Stegmann) (۶ اوت ۱۸۹۴ – ۱۸ ژوئن ۱۹۴۴) نظامی بلندپایه آلمانی در دوره رایش سوم بود که در جریان جنگ جهانی دوم یگان‌هایی تا سطح لشکر را فرماندهی کرد.

## سال‌های اولیه
رودولف اشتگمان روز ۶ اوت سال ۱۸۹۴ در نیکولایکن در پروس شرقی زاده شد. سال ۱۹۱۲ به عنوان افسر دانشجو به نیروی زمینی امپراتوری آلمان پیوست. ماه مه سال ۱۹۱۴ با درجه ستوان دوم در هنگ ۱۴۱ پیاده‌نظام به سلک افسر درآمد. هنگام آغاز جنگ جهانی اول با این یگان در پروس شرقی بود و در نبرد گومبینن و تاننبرگ حضور داشت. پس از مشارکت در تهاجم به لهستان و روسیه هنگ او ماه سپتامبر سال ۱۹۱۵ به فرانسه منتقل شد. اشتگمان باقی دوران جنگ را در همان جبهه غربی گذراند.

## رایسشور
اشتگمان پس از جنگ در رایشسور پذیرفته شد. تا زمان به قدرت رسیدن آدولف هیتلر در سال ۱۹۳۳، تا درجه سرگرد ترفیع گرفت.

## ورماخت
اشتگمان هیچگاه در ستاد کل خدمت نکرد. روز ۱ ژانویه سال ۱۹۳۸ به درجه سرهنگ دوم ترفیع گرفت و مدتی بعد فرمانده گردان ۲ هنگ ۱۴ پیاده‌نظام موتوریزه در اوپلن در سیلزی شد.

### جنگ جهانی دوم
ترفیع درجه:
- ۲۰ مه ۱۹۱۴: ستوان دوم
- ۱ ژانویه ۱۹۲۴: ستوان یکم
- ۱ نوامبر ۱۹۲۸: سروان
- ۱ ۱ آوریل ۱۹۳۵: سرگرد
- ۱ ژانویه ۱۹۳۸: سرهنگ دوم
- ۱ نوامبر ۱۹۴۰: سرهنگ
- ۱ اوت ۱۹۴۳: سرتیپ
- ۱ ژوئن ۱۹۴۴: سرلشکر

در پی آغاز جنگ جهانی دوم در ماه سپتامبر سال ۱۹۳۹، اشتگمان با یگان خود در نبرد لهستان به رزم پرداخت. پس از این کارزار، به فرماندهی هنگ ۱۴ پیاده‌نظام موتوریزه به عنوان بخشی از لشکر پنجم زرهی منصوب گشت. با این هنگ در جریان نبرد فرانسه در سال ۱۹۴۰ در شکستن خط دشمن در ناحیه سدان و سپس درگیری‌های نواحی کمبره، لیل، روئن و برست مشارکت کرد. اشتگمان اواخر سال ۱۹۴۰ به درجه سرهنگ ترفیع گرفت و بر بازسازی هنگ خود در آلمان نظارت کرد. در ادامه به عنوان نیروی حفاظتی در فرانسه مستقر بود. زمستان سال ۱۹۴۱/۴۲ در رزمایش زمستانه در لهستان حضور یافت. هنگ او بخشی از تهاجم به یوگسلاوی و یونان بود. سپس به جبهه شرقی منتقل شد تا در یورش نهایی به سمت مسکو مشارکت کند. در پی شکست این حرکت در قالب گروه ارتش مرکز وادار به عقب‌نشینی شد.
دقیقاً مشخص نیست به جهت جراحت یا فرسودگی جسمی، اشتگمان روز ۴ فوریه سال ۱۹۴۲ از خدمت فعال کنار گذاشته شد و چند ماه هیچ جایگاهی نداشت. پس از بهبودی، ماه سپتامبر به جبهه شرقی بازگشت و فرمانده تیپ ۲ پانتسرگرنادیِر در لشکر دوم زرهی در برآمدگی رژف در ناحیه مسکو شد. تصدی این مقام برای او بسیار کوتاه بود و اواخر سال ۱۹۴۲ به آلمان فرستاده شد تا دوره فرماندهی لشکر را بگذراند. ماه آوریل سال ۱۹۴۳ مجدداً به روسیه بازگشت و این بار فرماندهی بقایای لشکر سی و ششم پانتسرگرنادیِر را دست گرفت. این لشکر در نبردهای پیشین آسیب جدی دیده بود. اشتگمان مسئول بازسازی آن به صورت یک لشکر غیر موتوریزه شد. این کار تا ماه سپتامبر به اتمام رسید. با این لشکر در ناحیه اسمولنسک و سپس عقب‌نشینی تا موگیلف به نبرد پرداخت. دفاع موفقی در ناحیه بوبرویسک به انجام رساند. اشتگمان خود در این میانه به شدت مجروح شد. این بار بهبودی او تا بهار سال بعد به طول انجامید.

#### نبرد نرماندی
اشتگمان به فرانسه منتقل و روز ۱ مه سال ۱۹۴۴ به فرماندهی لشکر هفتاد و هفتم پیاده‌نظام منصوب شد. این لشکر که ماه ژانویه با ترکیب بقایای دو لشکر پیاده‌نظام تشکیل شده بود، ساختار ضعیفی داشت و بسیاری از نیروهای آن خارجی‌هایی بودند که مقدار وفاداری آن‌ها زیر سؤال بود. این لشکر در مواجهه با تهاجم احتمالی متفقین، در ابتدا مسئول محافظت از ناحیه کائن شد. پس از بازدیدی که فیلدمارشال اروین رومل، فرمانده گروه ارتش ب از آن داشت، لشکر هفتاد و هفتم پیاده‌نظام ضعیف‌تر از آن برآورد شد که بتواند از عهده چنین مسئولیتی مهمی برآید. از این رو لشکر بیست و یکم زرهی جایگزین آن شد. لشکر هفتاد و هفتم پیاده‌نظام در ناحیه کم‌تر در معرض تهدید سن-مالو-سن-بریو در بریتانی قرار گرفت و بدین شکل درگیر تهاجم اولیه متفقین در نرماندی نبود.
در پی پیاده‌سازی متفقین در نرماندی در روز ۶ ژوئن سال ۱۹۴۴، ارتشبد فریدریش دولمان، فرمانده ارتش هفتم، به اشتگمان اطلاع داد آماده حرکت به سمت نرماندهی شود اما قرارگاه رومل با نگرانی از حمله چتربازهای متفقین به بریتانی این حرکت را به تعویق انداخت. رومل که هنگام آغاز نبرد در آلمان بود، پس از بازگشت، تهدید در ناحیه شربورگ را جدی دانست و دستور به انتقال لشکر هفتاد و هفتم پیاده‌نظام را روز ۷ ژوئن به جنوب آن داد. اشتگمان این فرمان را ساعت ۱۰:۱۵ صبح دریافت کرد اما حرکت لشکر او تنها از ساعت ۳ بعد از ظهر آغاز شد. از آن جایی که یگان ترابری موتوریزه‌ای در دسترس نبود، تمامی مسیر می‌بایست به صورت پیاده طی می‌شد. در این مدت هواگردهای متفقین مداوم به آن حمله می‌کردند. یگان‌های جلودار لشکر روز ۱۰ ژوئن خود را به خط مقدم رساندند و روز بعد بیشتر مابقی نیروها نیز به آن‌ها پیوستند. نیروهای اشتگمان با دفاع از ناحیه رود مردره، اجازه ندادند قوای بسیار قدرتمندتر آمریکایی موضع کلیدی آلمانی‌ها در مونتبور را در بزنند. با این وجود آمریکایی‌ها روز ۱۲ ژوئن خط مدافعان را در نواحی جنوبی‌تر شکستند و تا بامداد روز ۱۸ ژوئن خود را در نزدیکی بندر بارنویل به ساحل دریا رساندند. بدین شکل گروه رزمی فون شلیبن ورماخت شامل یگان اشتگمان و سه لشکر دیگر، در شمال شبه‌جزیره کوتانتن به محاصره افتاد. لشکر هفتاد و هفتم پیاده‌نظام با وجود این که پیش از این غیرقابل اتکا تصور می‌شد، تحت هدایت اشتگمان در موقعیت خود مقاومت شدیدی نشان داد. به هر حال با توجه به غیر موتوریزه بودن این لشکر، امکان عقب‌نشینی مؤثر آن در مواجهه با دشمن تماماً موتوریزه، به سمت شربورگ در شمال وجود نداشت. از این رو رومل مجوز اقدام آن به شکستن محاصره به سمت جنوب را صادر نمود. با این حال، فرماندهی عالی این مجوز را لغو کرد و دستور پایداری لشکر در همان مواضع به هر قیمتی داد. در این حال دو سپاه آمریکایی خط محاصره را حفظ می‌کردند. مدتی بعد فرماندهی عالی به اشتگمان اجازه داد در صورت فشار دشمن به شکل محدود به سمت شربورگ عقب بنشیند. به هر صورت اشتگمان با نادیده گرفتن چنین دستوراتی، اقدام برای خروج از محاصره را شروع کرد. این که ارتشبد دولمان در این ارتباط چنین فرمان یا مجوزی داده‌است مشخص نیست. او بعداً این مسئله را انکار نمود.
اشتگمان نیروهای خود را در پنج ستون آرایش داد و تلاش کرد رخنه‌ای در بین خطوط دشمن جهت گریز بیابد یا ایجاد کند. به هر حال برتری عددی و هوایی دشمن این اجازه را به نداد و بیشتر توان لشکر در این میانه از بین رفت. با این حال، اشتگمان سوار بر خودروی فرماندهی استار شده خود سعی در یک‌پارچگی و سازمان لشکر و ادامه حرکت آن به سمت جنوب داشت. در این میانه یک هواگرد آمریکایی خودروی او را در نزدیکی روستای بریکبه شناسایی کرد و با پرواز در ارتفاع پایین، از فاصله بسیار کم مورد هدف قرار داد. چنین گلوله از توپ خودکار ۲۰ میلی‌متری هواگرد به سرلشکر رودولف اشتگمان، از جمله سرش، اصابت کرد و که به مرگ او انجامید. پس از مرگ او، تنها ۱٬۵۰۰ تن از بقایای لشکر با هدایت سرهنگ برنارد باشرر، فرمانده هنگ ۱۰۴۹ گرنادیِر، با بهره‌گیری از مه‌آلود بودن هوا، در نهایت خود را تا شب ۱۹ ژوئن به خطوط خودی رساندند.
اشتگمان با وجود این از دستور فرماندهی عالی سرپیچیده بود، به جهت نجات بقایای لشکر هفتاد و هفتم پیاده‌نظام، پس از مرگ، با تأثیر از روز ۱ ژوئن سال ۱۹۴۴، به درجه سرلشکر ترفیع گرفت.

## نشان‌ها
- صلیب آهنین: درجه ۲ و ۱

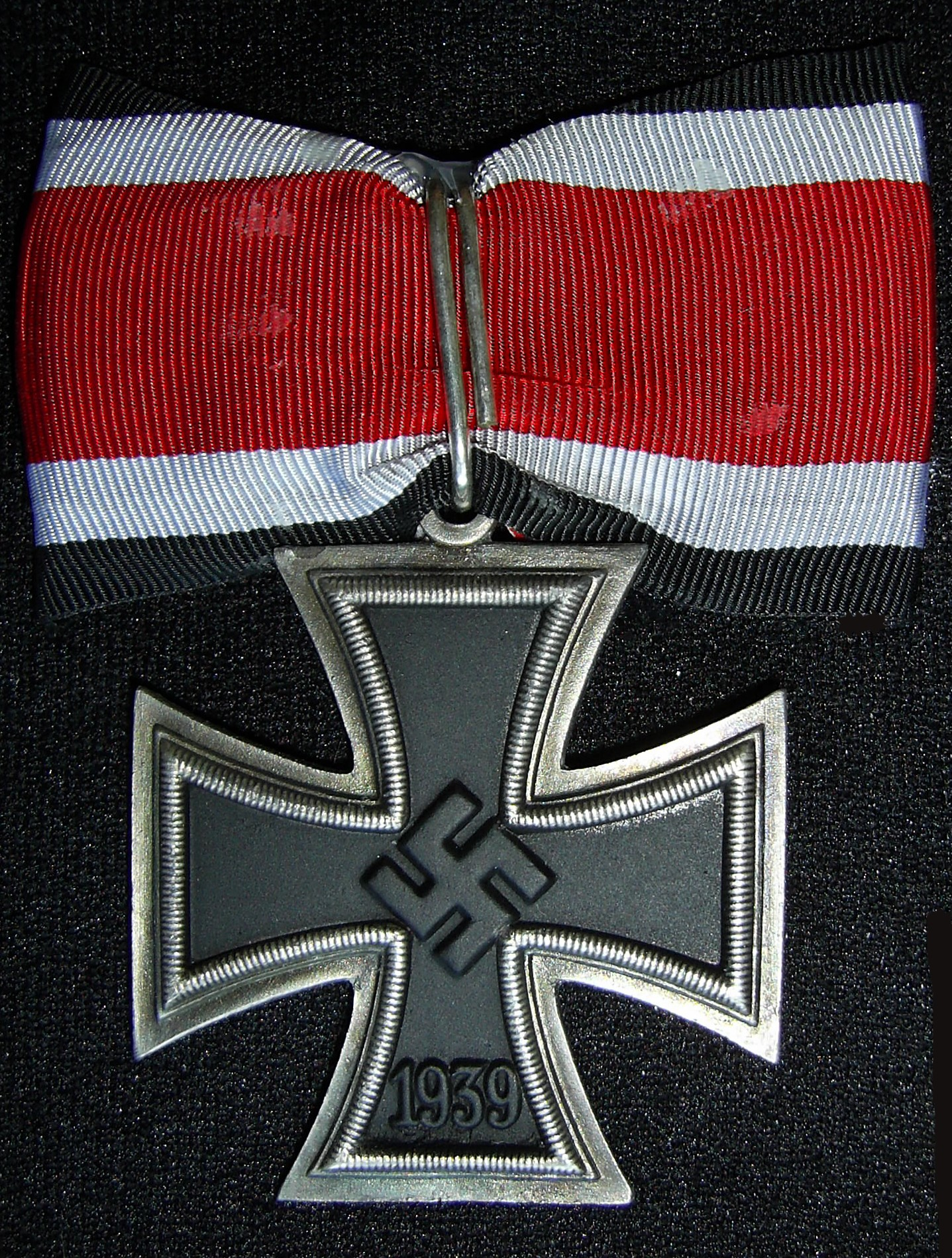
صلیب شوالیه صلیب آهنین

- صلیب افتخار برای رزمندگان خط مقدم: ۱۹۳۴
- نشان یادبود ۱ اکتبر ۱۹۳۸ (سودتنلند): ۱۹۳۹
- گیره ۱۹۳۹ صلیب آهنین: درجه ۲ و ۱: ۱۹۳۹
- نشان رزمی زرهی: ژوئیه ۱۹۴۰
- نشان طلایی زخمی ۱۹۳۹: ژوئیه ۱۹۴۰
- صلیب آلمانی طلایی: سرهنگ - فرمانده هنگ ۱۴ تفنگ‌دار :۲ فوریه ۱۹۴۲
- نشان نبرد زمستانی ۱۹۴۱/۴۲ در جبهه شرقی: ۲۶ ژوئیه ۱۹۴۲
- صلیب شوالیه صلیب آهنین: سرتیپ - فرمانده لشکر سی و ششم پیاده‌نظام: ۲۰ ژانویه ۱۹۴۴[۸]

## کتابشناسی
- Mitcham, Samuel W.; Mueller, Gene (2012). Hitler's Commanders: Offers Of The Wehrmacht, The Luftwaffe, The Kriegsmarine And The Waffen-SS. Rowman & Littlefield Publishers. ISBN 978-1-4422-1154-4.